# European Air War
European Air War es un juego de simulación de combate aéreo desarrollado y distribuido por MicroProse para Microsoft Windows en 1998. Una secuela de 1942: The Pacific Air War. Es una simulación de la Batalla de Inglaterra y las ofensivas aéreas de los Aliados en Europa Occidental durante la Segunda Guerra Mundial entre 1943 y 1945.

## Jugabilidad
European Air War tiene tres modos: la opción de Inicio rápido, que permite jugar inmediatamente sin ninguna configuración; la opción Misión simple, que permite elegir un tipo de aeronave y un tipo de misión; y el modo campaña llamado Carrera de piloto.
En dicho modo, el usuario interpreta a un piloto de RAF, Luftwaffe o USAAF y jugará en una de tres épocas: la Batalla de Inglaterra en 1940, las ofensivas aéreas de los Aliados en 1943, y las ofensivas antes y después de la Batalla de Normandía hasta el final de la guerra entre 1944 y 1945. Durante la Carrera de piloto, las acciones del jugador afectarán directamente el progreso de la guerra, incluyendo el atraso o el adelanto de la invasión de Europa. El jugador también podrá subir de rango, desde suboficial hasta oficial titular a cargo de un escuadrón de naves (o plantilla), asumiendo la responsabilidad de los hombres y las máquinas bajo el comando del jugador. Como comandante de escuadrón, el jugador podrá elegir los aviones y los equipamientos para las misiones, incluyendo los tanques de combustible desechables, cohetes o bombas para ayudar a completar las misiones asignadas.
La IA en European Air War es flexible, con varias opciones de dificultad que podrán ser ajustadas por el usuario para asegurarse de que el juego se mantenga desafiante por un largo periodo de tiempo. Los pilotos de la IA dentro del escuadrón del jugador pueden ser controlados por el usuario en las opciones de Inicio rápido y Misión simple, y estarán disponibles gradualmente a medida que el jugador resulte promovido dentro de su escuadrón en Carrera de piloto.

## Recepción
El juego ha recibido reseñas favorables de acuerdo al sitio web agregador de reseñas GameRankings.
El juego ganó el premio al «juego de simulación del año» de Computer Games Strategy Plus en 1998. El personal escribió que el juego logró balancear las campañas, el modelo de vuelo, los gráficos y la jugabilidad. Similarmente, ganó el premio a la «mejor simulación» de Computer Gaming World, y el personal afirmó que el juego capturó la sensación de estar dentro de un entorno de combate impredecible mejor que cualquier otro simulador de vuelo de la Segunda Guerra Mundial. También ganó el premio a la «simulación del año» en los premios de IGN de 1998, «simulación del año» en los premios a Mejores y Peores de GameSpot de 1998, y el premio al mejor simulador de vuelo de combate en los premios de CNET Gamecenter en 1998.
El personal de PC Gamer US nominó al juego a la mejor simulación en 1998, pero perdió contra Falcon 4.0. Escribieron que el primero fue «fácilmente el simulador más atractivo y auténtico de la segunda guerra».